# NHL/Sheraton Road Performer Award
Der NHL/Sheraton Road Performer Award war eine Eishockey-Trophäe in der National Hockey League. Sie wurde an denjenigen Spieler der NHL, der in der regulären Saison die meisten Auswärtspunkte erzielt hat, verliehen. Der Award wurde erstmals zum Ende der Saison 2003/04 vergeben. Seitdem ist er nicht mehr offiziell ausgehändigt worden.
Am Monatsende wurde zudem der Spieler, der im abgelaufenen Monat die meisten Auswärtspunkte erzielt hat zum NHL/Sheraton Road Performer of the Month gekürt.
Benannt ist der Award nach einem der Partner der NHL, der Starwood Hotels & Resorts Worldwide, Inc., mit ihrer Hotelkette Sheraton, die es sich zum Ziel gesetzt hat, zusammen mit den jeweiligen Gewinnern karitative Projekte zu unterstützen.

## NHL/Sheraton Road Performer Award Gewinner
| Jahr | Spieler   | Team               |
| ---- | --------- | ------------------ |
| 2004 | Joe Sakic | Colorado Avalanche |